# Corri
Corri (en francès, Courry) és un municipi francès situat al departament del Gard i a la regió d'Occitània.